# Zmienik ziemniaczak
Zmienik ziemniaczak (Lygus pratensis) – owad z rzędu pluskwiaków (Heteroptera), zaliczany do rodziny tasznikowatych (Miridae).

## Opis
5,8-6,7 mm. Bardzo trudny do odróżnienia od 4 pozostałych gatunków z rodzaju Lygus, które żyją w Polsce. Często cechy pozwalające na identyfikację tych pluskwiaków są widoczne jedynie pod dużym powiększeniem. Szczególnie podobny jest do niego Lygus wagneri.

## Występowanie
Region Palearktyczny. Występuje licznie w różnych środowiskach.

## Tryb życia
W ciągu roku wydaje jedno lub dwa pokolenia. Zimujące owady dorosłe pojawiają się wczesną wiosną (marzec, kwiecień). Spotkać go można na roślinach drzewiastych oraz wrzosach. 